# Minh ti đơn
Minh ti đơn hay còn gọi vạn niên thanh (danh pháp khoa học: Aglaonema simplex) là một loài thực vật có hoa trong họ Ráy (Araceae). Loài này được (Blume) Blume mô tả khoa học đầu tiên năm 1837.

## Hình ảnh

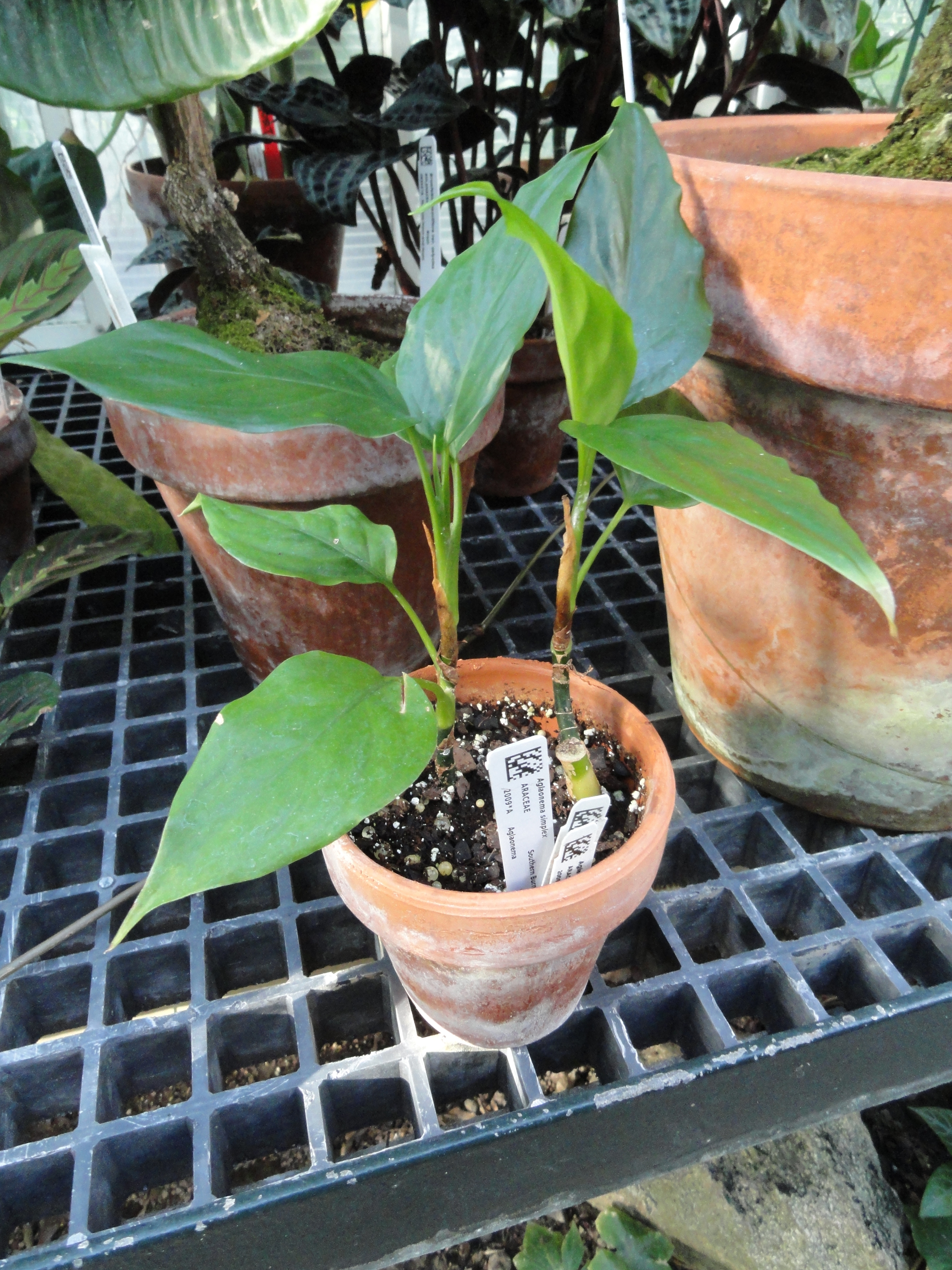